# The Late Late Show (Verenigde Staten)
The Late Late Show was een Amerikaans latenighttalkshow van zender CBS. Het programma werd in 1995 voor het eerst uitgezonden en was tot 2023 in de programmatie van CBS de opvolger van The Late Show.

## Geschiedenis

### The Late Late Show with Tom Snyder
The Late Late Show werd in januari 1995 voor het eerst uitgezonden door CBS. Het programma volgde in de programmatie op Late Show with David Letterman. De presentator van die show, David Letterman, was in 1993 van NBC naar CBS overgestapt en had in zijn contract laten opnemen dat hij de producer mocht zijn van het programma dat meteen na zijn eigen show werd uitgezonden. Letterman koos als gastheer de 58-jarige Tom Snyder, die in het verleden onder meer Tomorrow op NBC had gepresenteerd, een programma dat in 1982 plaats moest ruimen voor Lettermans eigen Late Night. Eerder had Letterman de baan ook aangeboden aan komiek Garry Shandling.
In tegenstelling tot Letterman was Snyder geen komiek, maar een gewezen nieuwsanker. Bovendien werd zijn show zonder publiek en huisorkest opgenomen. Door de meer ingetogen en intieme interview- en presenteerstijl van Snyder leek het programma sterk op zijn vroegere show Tomorrow en onderscheidde het programma zich van Lettermans Late Show. De muziek voor de generiek van het programma werd gecomponeerd door saxofonist David Sanborn.
Eind jaren 1990 kwam er een einde aan Snyders versie van het programma. Volgens sommige bronnen drong CBS bij Lettermans productiebedrijf aan op een presentator die een jonger publiek kon aantrekken, terwijl andere bronnen dan weer stellen dat het Snyders eigen beslissing was om op te stappen.

### The Late Late Show with Craig Kilborn
In maart 1999 werd Snyder opgevolgd door Craig Kilborn, die tot dan The Daily Show had gepresenteerd. Volgens komiek Norm Macdonald was ook hij, zonder zijn medeweten, door Letterman naar voren geschoven als kandidaat om het programma te presenteren en was het Les Moonves, CEO van CBS Television, die uiteindelijk de voorkeur gaf aan Kilborn.
Kilborns versie van het programma kreeg een begingeneriek die gecomponeerd werd door Neil Finn en werd net als de versie van zijn voorganger opgenomen in de kleine Studio 58 in CBS Television City (Los Angeles). Kilborn introduceerde sketches en enkele terugkerende segmenten zoals "In the News", "What Up?" en "Yambo" in het programma. In tegenstelling tot zijn voorganger beschikte zijn decor ook over een bureau waaraan hij grappen bracht. Het programma werd onder Kilborn ook voor het eerst opgenomen voor een live-publiek. 
In 2004 besloot Kilborn om zijn contract niet te verlengen. De presentator vond dat er in de laatavondprogrammatie te veel concurrentie was om succesvol te kunnen zijn op het tijdstip dat zijn programma werd uitgezonden.

### Overgangsperiode (2004)
Na het vertrek van Kilborn werd het praatprogramma van september tot december 2004 gepresenteerd door verscheidene gastpresentatoren. Deze shows werden uitgezonden en waren in feite audities om te bepalen wie Kilborn zou opvolgen. Drew Carey was de eerste gastpresentator. Nadien volgden onder meer Jason Alexander, Craig Ferguson, Rosie Perez, Tom Arnold, David Duchovny, Jim Gaffigan, Donal Logue, Aisha Tyler en David Alan Grier. Op aanraden van de bekende tv-producent Peter Lassally koos Letterman uiteindelijk voor de Schotse komiek Craig Ferguson.

### The Late Late Show with Craig Ferguson
De Schot Craig Ferguson, die vooral bekend was van zijn rol als Nigel Wick in The Drew Carey Show (1995–2004), werd vanaf 2005 de opvolger van presentator Craig Kilborn. In zijn versie startte het programma met een cold open. Daarnaast voegde hij ook enkele sidekicks aan de show toe. Zo had hij een robotskelet genaamd Geoff Peterson, waarvan de stem werd ingesproken door komiek en stemacteur Josh Robert Thompson. De animatronic werd ontworpen door Grant Imahara. Verder was er ook het paard Secretariat, wat in werkelijkheid twee acteurs in een paardenkostuum waren. Net als de versie van Kilborn beschikte het decor van The Late Late Show with Craig Ferguson over een bureau waaraan de presentator zijn gasten ontving. Voor elk gesprek met een bekendheid scheurde Ferguson zijn notities en vragen stuk.
De show werd ook onder Ferguson opgenomen in Studio 58. De presentator maakte regelmatig grappen over de kleine opnamestudio van CBS Television City. In 2012 verhuisde het programma naar Studio 56, waarin ruimte was voor een groter publiek.
In juni 2014 liep het contract van Ferguson af. De presentator had in zijn contract laten opnemen dat hij David Letterman mocht opvolgen als die zou stoppen als presentator van The Late Show. CBS koos uiteindelijk voor Stephen Colbert, waardoor Ferguson een vergoeding kreeg van 10 miljoen dollar. De presentator verlengde zijn contract niet, waarna CBS ook op zoek mocht naar een nieuwe gastheer voor The Late Late Show.

### Overgangsperiode (2015)
Net als in 2004 werd het programma na het vertrek van Ferguson gepresenteerd door verschillende gastheren, waaronder Drew Carey, Judd Apatow, Will Arnett, Lauren Graham, Regis Philbin en John Mayer.

### The Late Late Show with James Corden
In september 2014 kondigde CBS de Britse acteur James Corden aan als nieuwe presentator van The Late Late Show. Op 23 maart 2015 werd de eerste aflevering van Cordens versie van het programma uitgezonden. Hij werd de eerste presentator die een huisorkest kreeg. Het orkest kwam onder leiding te staan van Reggie Watts.
De show bleef in Studio 56, maar kreeg een nieuw decor met onder meer een bureau en een bar. Corden koos er ook voor om al zijn gasten op hetzelfde moment te interviewen, een interviewstijl die gebruikelijk is in het Verenigd Koninkrijk. Zijn bureau gebruikt hij niet om gasten te interviewen, enkel om grappen te brengen of het publiek toe te spreken.
Corden introduceerde ook enkele komische segmenten die al snel uitgroeiden tot virale video's. Zo zingt hij karaoke in de auto en houdt hij MC-battles met beroemdheden.
Op 28 april 2022 kondigde Corden aan dat hij zou stoppen als presentator in 2023.
In februari 2023 publiceerde Deadline Hollywood dat CBS naar aanleiding van het vertrek van Corden de toekomst van The Late Late Show als franchise evalueerde, en alternatieve formats overwoog die goedkoper te produceren zijn.

## Presentatoren
| Gastheer       | Van            | Tot              | Titel                                  | # afleveringen |
| Gastheer       | Datum          | Datum            | Titel                                  | # afleveringen |
| -------------- | -------------- | ---------------- | -------------------------------------- | -------------- |
| Tom Snyder     | 9 januari 1995 | 26 maart 1999    | The Late Late Show with Tom Snyder     | 777            |
| Craig Kilborn  | 30 maart 1999  | 27 augustus 2004 | The Late Late Show with Craig Kilborn  | 1.190          |
| Craig Ferguson | 3 januari 2005 | 19 december 2014 | The Late Late Show with Craig Ferguson | 2.058          |
| James Corden   | 23 maart 2015  | 27 april 2023    | The Late Late Show with James Corden   | 1.197          |

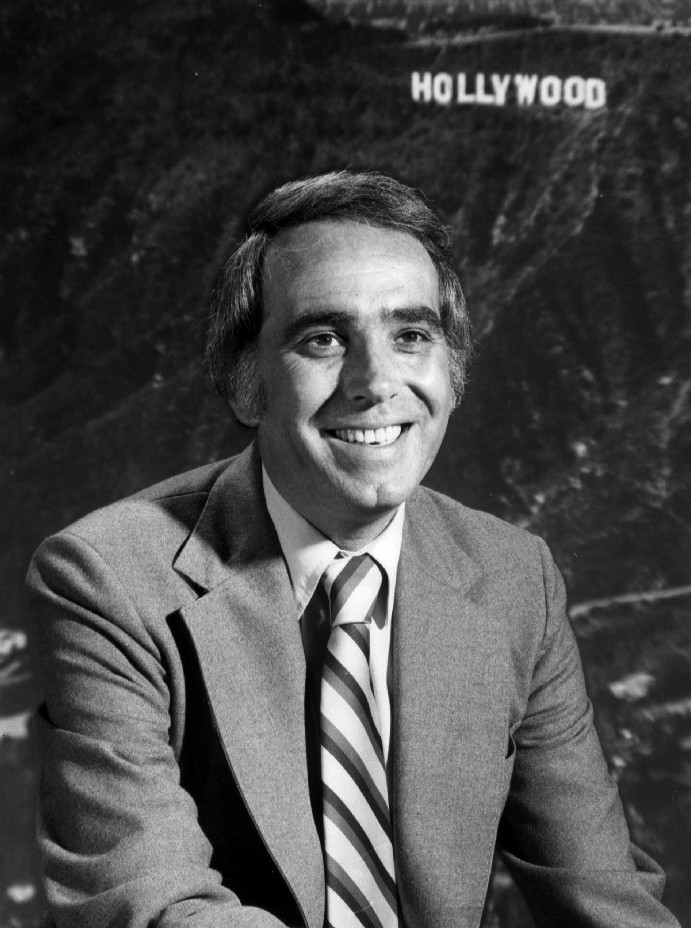
Tom Snyder
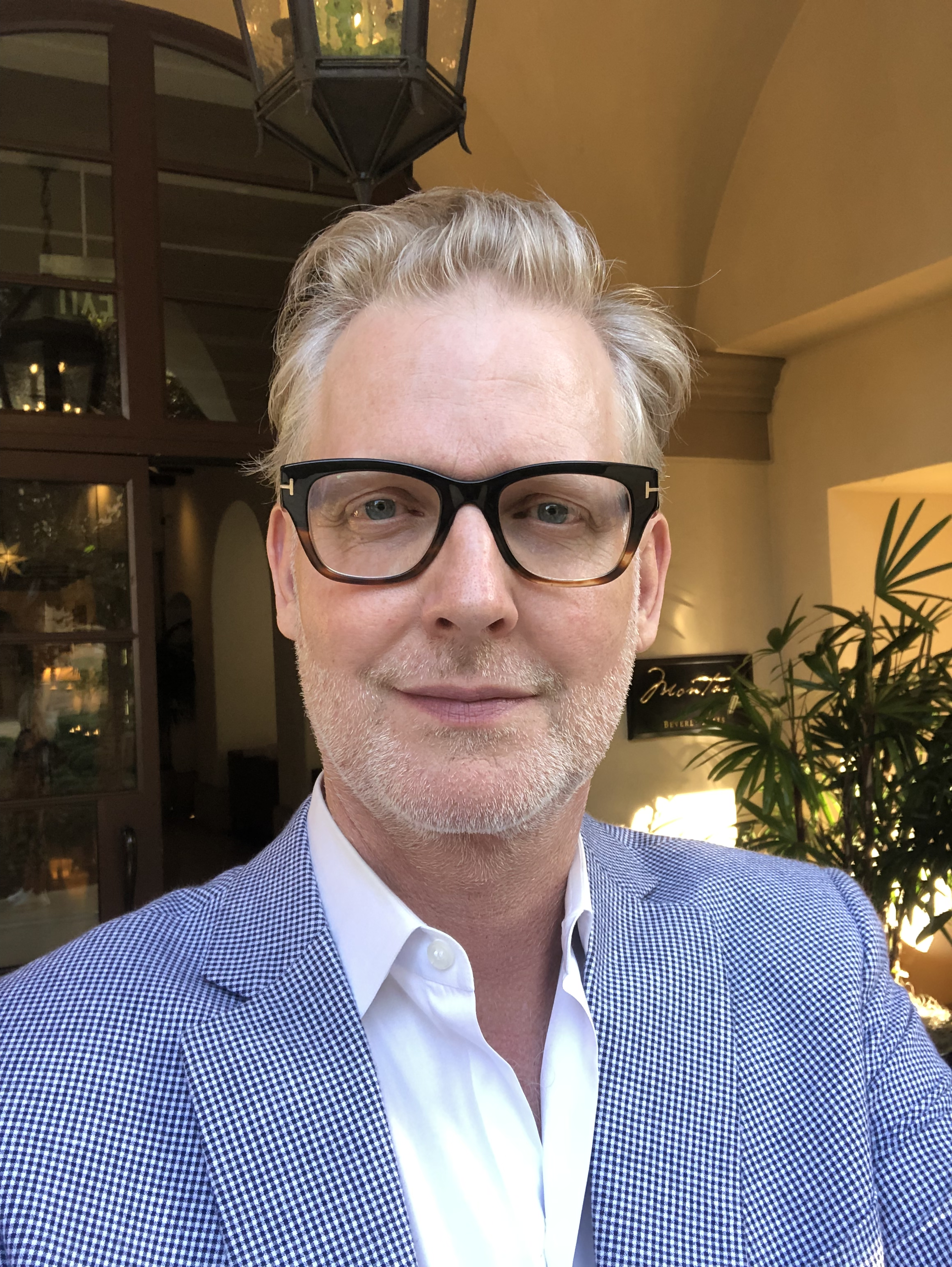
Craig Kilborn
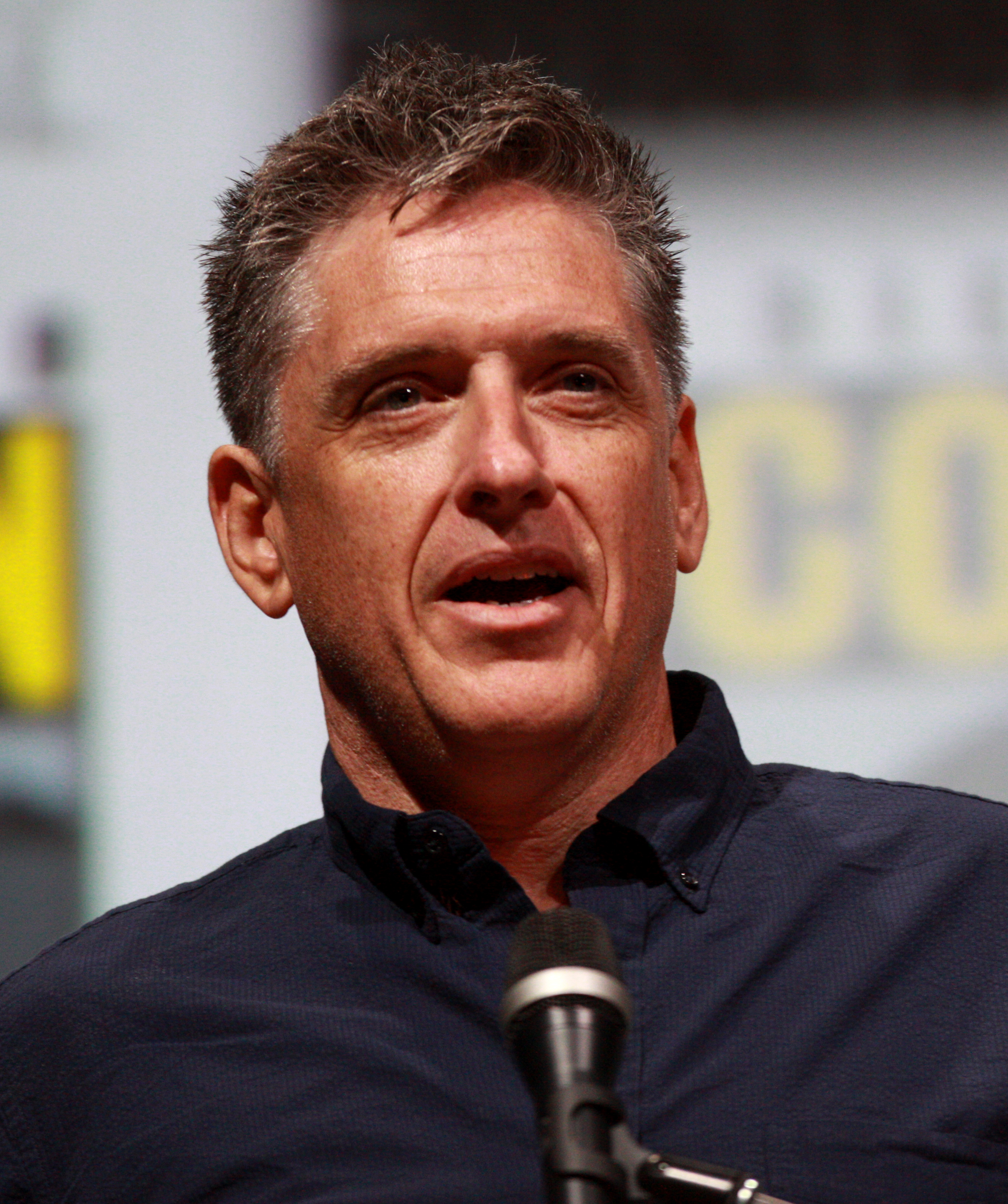
Craig Ferguson
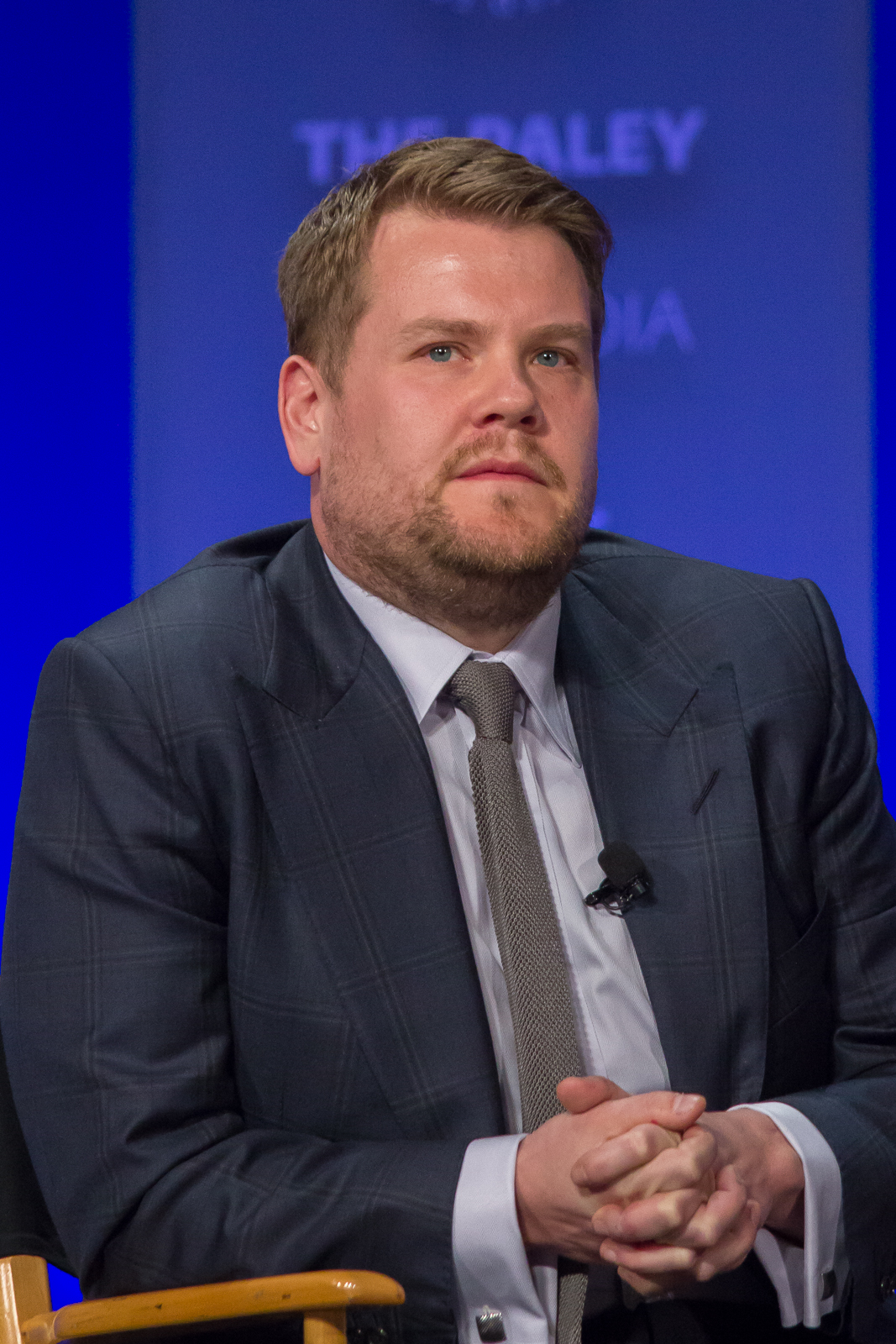
James Corden